# 庄悦群
庄悦群（1969年8月—），中华人民共和国政治人物，广东普宁人，1990年7月参加工作，1993年6月加入中国共产党，暨南大学国际政治专业在职法学博士。现任中共茂名市委书记。

## 生平
曾任中共广州市越秀区委副书记；2011年7月，任广州市民政局局长；2015年6月，任中共广州市从化区委书记、区人大常委会主任；
2021年4月，任中共茂名市委副书记、代市长、市长。2022年8月，任中共茂名市委书记。同年9月，当选为茂名市人大常委会主任。

## 争议
在任茂名市委书记期间，庄悦群主持办理了当地教育系统及医疗系统的多起重大职务犯罪案件，但多个案件存在量刑过重，事实证据不清和执法程序违法问题，因而庄有借反腐名义为自己营造政绩的争议。